# Wysokij Chołm (obwód smoleński)
Wysokij Chołm (ros. Высокий Холм) – wieś (ros. деревня, trb. dieriewnia) w zachodniej Rosji, w osiedlu wiejskim Katynskoje rejonu smoleńskiego w obwodzie smoleńskim.

## Geografia
Miejscowość położona jest nad rzeką Gusinka  (dopływ Dniepru), 4 km od drogi magistralnej M1 «Białoruś», 17 km od centrum administracyjnego osiedla wiejskiego (Katyń), 39,5 km od Smoleńska.

## Demografia
W 2010 r. miejscowość liczyła sobie 181 mieszkańców.